# Симеонова, Елена Ивановна
Еле́на Ива́новна Симео́нова (20 июня 1959 года, село Волжское, Наримановский район Астраханской области) — Глава муниципального образования «Городской округ город Астрахань» с 18 февраля по 5 октября 2015 года

## Биография
В 1983 году окончила Астраханский технический институт рыбной промышленности и хозяйства. Из 28 лет трудового стажа 20 лет посвятила работе в жилищно-коммунальном хозяйстве. С 1992 по 2007 год возглавляла НО ЖЭК № 1 Трусовского района. В 2005 году закончила обучение в Астраханском филиале Волгоградской академии госслужбы (факультет «Финансы и кредит»)).

## Политическая карьера
В 2000-м году была впервые избрана депутатом Совета, а в 2004 году стала депутатом во второй раз. В 2007 году избрана председателем ГорДумы. На прошедших 14 марта 2010 года выборах на округе № 30 набрала около 70 % голосов избирателей. На первом заседании ГорДумы Елена Ивановна вновь получает поддержку своих коллег, став опять их председателем. Входит в состав всех комитетов местного законодательного органа.